# Олёнка (приток Кети)
Олёнка (Средняя Олёнка; сельк. А̄дейкы — оленная река) — река в России, протекает по Томской области, Красноярском крае. Исток находится в болоте Лотар. Устье реки находится в 812 км по левому берегу реки Кеть. Длина реки составляет 115 км, площадь водосборного бассейна 1500 км².

## Бассейн
- 25 км: Нижняя Олёнка
  - Болотный
- 44 км: Верхняя Олёнка
  - Малый
  - 24 км: Грядовый
- 74 км: река без названия
- Таёжный

## Данные водного реестра
По данным государственного водного реестра России относится к Верхнеобскому бассейновому округу, водохозяйственный участок реки — Кеть, речной подбассейн реки — бассейн притоков (Верхней) Оби от Чулыма до Кети. Речной бассейн реки — (Верхняя) Обь до впадения Иртыша.